# Rund um den Finanzplatz Eschborn-Frankfurt 2017
55. edycja wyścigu kolarskiego Rund um den Finanzplatz Eschborn-Frankfurt odbyła się 1 maja 2017 na trasie o długości 215,7 km. Start wyścigu miał miejsce w Eschborn, a meta we Frankfurcie nad Menem. Wyścig zaliczany był do światowego cyklu UCI World Tour 2017.

## Uczestnicy
Na starcie tego klasycznego wyścigu stanęło 20 zawodowych ekip, 11 drużyn UCI World Tour i 9 profesjonalnych zespołów zaproszonych przez organizatorów z tzw. "dziką kartą".
| Numery | Kod | Drużyna                  |
| ------ | --- | ------------------------ |
| 1-8    | KAT | Team Katusha-Alpecin     |
| 11-18  | QST | Quick-Step Floors        |
| 21-28  | BOH | Bora-Hansgrohe           |
| 31-38  | TFS | Trek-Segafredo           |
| 41-48  | LTS | Lotto Soudal             |
| 51-58  | SUN | Team Sunweb              |
| 61-68  | ALM | Ag2r-La Mondiale         |
| 71-78  | UAD | UAE Team Emirates        |
| 81-88  | SVB | Sport Vlaanderen–Baloise |
| 91-98  | BMC | BMC Racing Team          |

| Numery  | Kod | Drużyna                      |
| ------- | --- | ---------------------------- |
| 101-108 | GER | Reprezentacja Niemiec        |
| 111-118 | CDT | Cannondale-Drapac            |
| 121-128 | WGG | Wanty-Groupe Gobert          |
| 131-138 | TLJ | Team LottoNL-Jumbo           |
| 141-148 | WVA | WB-Veranclassic-Aqua Protect |
| 151-158 | ABS | Aqua Blue Sport              |
| 161-168 | RNL | Roompot-Nederlandse Loterij  |
| 171-178 | VWC | Verandas Willems-Crelan      |
| 181-188 | GAZ | Gazprom-RusVelo              |
| 191-198 | CCC | CCC Sprandi Polkowice        |

## Klasyfikacja generalna
| M-ce | Imię i nazwisko     | Kraj            | Drużyna                     | Czas       |
| ---- | ------------------- | --------------- | --------------------------- | ---------- |
| 1.   | Alexander Kristoff  | Norwegia        | Team Katusha-Alpecin        | 5h 29' 33" |
| 2.   | Rick Zabel          | Niemcy          | Team Katusha-Alpecin        | + 0"       |
| 3.   | John Degenkolb      | Niemcy          | Trek-Segafredo              | + 0"       |
| 4.   | Jean-Pierre Drucker | Luksemburg      | BMC Racing Team             | + 0"       |
| 5.   | Pim Ligthart        | Holandia        | Roompot–Nederlandse Loterij | + 0"       |
| 6.   | Juan José Lobato    | Hiszpania       | Team LottoNL-Jumbo          | + 0"       |
| 7.   | Jasper Stuyven      | Belgia          | Trek-Segafredo              | + 0"       |
| 8.   | Maximiliano Richeze | Argentyna       | Quick-Step Floors           | + 0"       |
| 9.   | Michel Kreder       | Holandia        | Aqua Blue Sport             | + 0"       |
| 10.  | Ben Swift           | Wielka Brytania | UAE Team Emirates           | + 0"       |
|      |                     |                 |                             |            |
| 16.  | Maciej Paterski     | Polska          | CCC Sprandi Polkowice       | + 0"       |
| 38.  | Łukasz Owsian       | Polska          | CCC Sprandi Polkowice       | + 35"      |
| 58.  | Michał Paluta       | Polska          | CCC Sprandi Polkowice       | + 3' 55"   |
| -    | Adrian Kurek        | Polska          | CCC Sprandi Polkowice       | DNF        |
| -    | Leszek Pluciński    | Polska          | CCC Sprandi Polkowice       | DNF        |